# Hydra (île)
Pour les articles homonymes, voir Hydra.
Pour la municipalité de Hydra, voir Hydra (dème).
Hydra (en grec : Ύδρα / Ýdra, /ˈi.ðra/), connue dans l’Antiquité sous le nom d’Hydréa (grec ancien : Ὑδρέα / Hudréa, dérivé de ὕδωρ / húdōr, « eau »), est une île grecque du golfe Saronique, au sud d’Athènes, dans la mer Égée, en face de la péninsule de l’Argolide. Ses marchands contribuèrent à en faire l’une des grandes puissances navales de la mer Méditerranée à l’époque moderne. Ses armateurs et ses navires jouèrent un rôle déterminant lors de la guerre d'indépendance grecque. Elle forme aujourd’hui l’essentiel du territoire de la municipalité qui porte son nom.

## Géographie

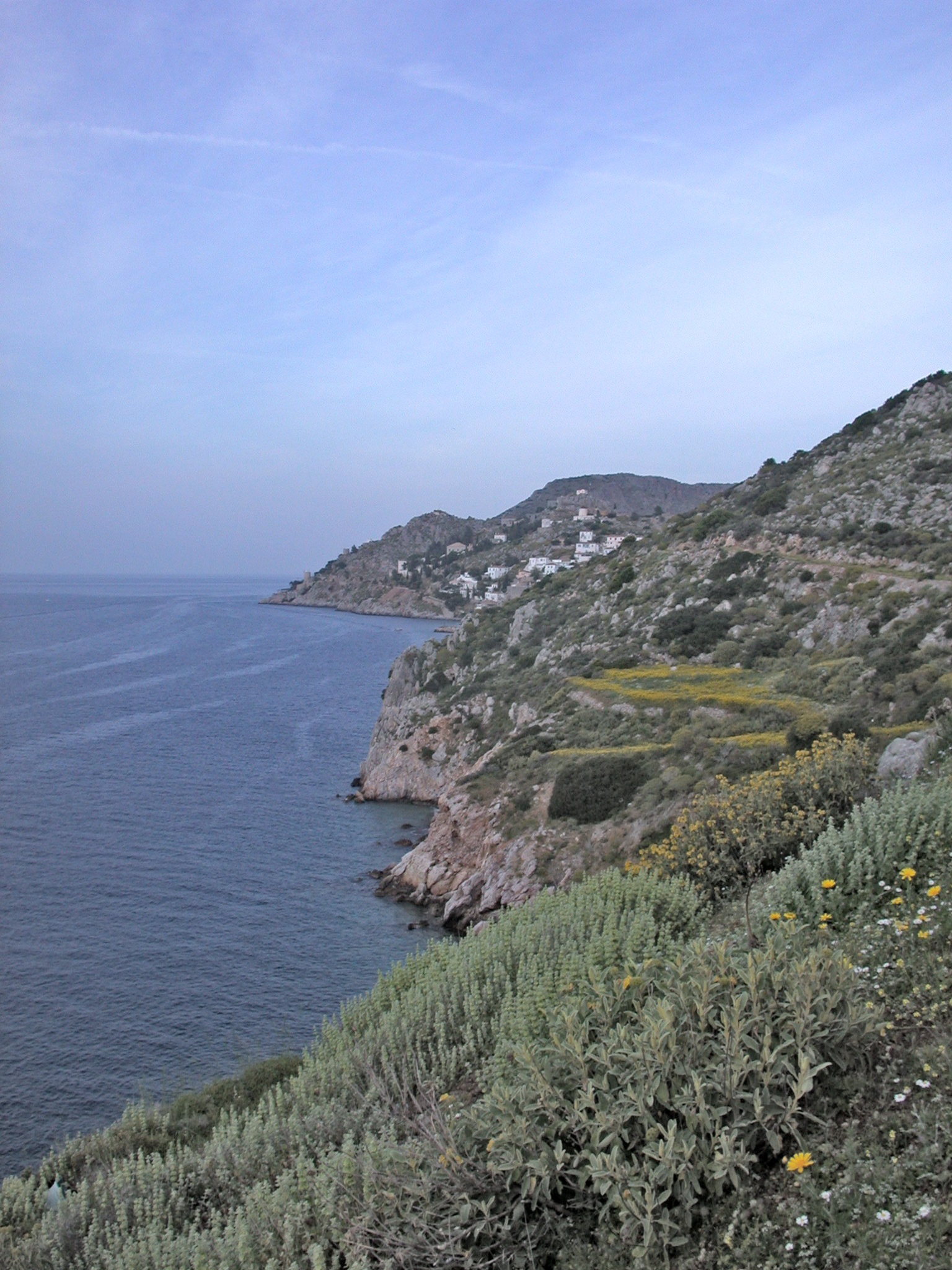
La côte inhospitalière d’Hydra

### Généralités
Hydra est avant tout une chaîne de montagnes plongeant dans la mer, d’une vingtaine de kilomètres de long sur 2 à 3,5 km de large. Son point le plus haut, le Mont Éros ou Vigla, culmine à 593 mètres. Hormis trois anses, la côte est rocheuse et inhospitalière aux navires, ce qui a jadis favorisé la défense de l’île. L’intérieur, montagneux, est rocailleux et couvert de maquis, plus propice à l’élevage extensif qu’aux cultures. Les collines grises se terminent souvent en falaises littorales. L’eau est insuffisante et les sources rares et intermittentes, malgré le nom de l’île (Hydra ou Hydréa, la « bien arrosée »), peut-être hérité du climat antique, qui a connu des épisodes plus humides qu’aujourd'hui.
Hydra est séparée de l'Argolide par le golfe d'Hydra.

### Transports
Hydra est à 37 milles marins du Pirée. On y va en flying dolphin, des hydrojets et hydroptères, en flying cat ou en simple ferry. Les ferrys mettent trois heures à effectuer le trajet, les autres moitié moins de temps. L’île est aussi reliée à Égine, Poros, Spetsès, Nauplie, Hermione et Monemvasia.
Cette île est sans voitures.

### Villes et villages
La ville d’Hydra est le principal port et la seule ville de l’île, qui abrite aussi deux hameaux et des fermes isolées. Au fond d’une baie qu’on ne découvre qu’en y entrant, la ville s’étage en amphithéâtre autour de l’anse. Elle était protégée, à l’entrée du port, par des canons que l’on peut encore voir. La demeure historique des Tombazis abrite une annexe de l’École des Beaux-Arts d'Athènes. Sur le quai, le monastère de la Kimissis Theotokou abrite la principale église de l’île. À quinze minutes de marche vers l’ouest se trouve Kaminia, un hameau de pêcheurs. Mandraki, à une trentaine de minutes à pied d’Hydra vers l’Est, est le port où se trouvaient les chantiers navals aux XVIIIe et XIXe siècles.

### Curiosités

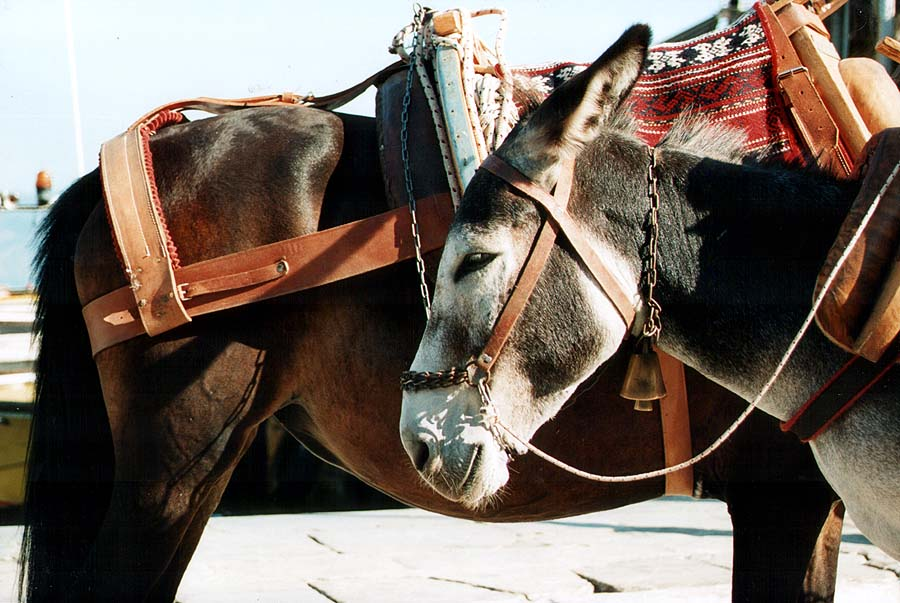
Les voitures sont interdites sur Hydra ; les seuls moyens de transport sont l'âne ou le vélo.

On trouve à proximité de la ville une grotte donnant sur la mer, surplombée d’une falaise d’où l’on peut plonger d’une hauteur d'environ 4,50 mètres. Le bord de mer, rocheux, est aménagé et en partie bétonné. Un escalier borde la mer pour ceux qui veulent apprendre à plonger.

## Histoire

Drapeau de l'île de Hydra en 1821.

Bien que certainement déjà habitée, Hydra fut peuplée par des Samiens fugitifs, au temps de Polycrate. Elle est longtemps restée en marge des grands évènements de l’histoire, de l’Antiquité au Moyen Âge. Elle fut souvent plus proche d'Argos, de Corinthe et de Sparte, que des Athéniens, fut échangée entre Trézène, Égine et Samos, et devint définitivement romaine en -63, après les Guerres pontiques. Le christianisme semble y être établi au VIe siècle : Hydra fait désormais partie du monde byzantin. L’île, dépeuplée comme beaucoup d'autres au cours du Moyen Âge, se repeuple d'Arvanites à partir de la fin du XVIe siècle, puis devient, à partir du XVIIe siècle, une puissance marchande et navale. Au début du XIXe siècle, au faîte de sa fortune, la marine hydriote comptait 125 navires et plus de 10 000 marins.

### Préhistoire, Antiquité et période byzantine
La présence d’habitats paysans (agriculteurs et bergers) est attestée dans le deuxième moitié du troisième millénaire avant notre ère sur les quelques petites plaines invisibles depuis la mer. De l’obsidienne en provenance de Milo a été retrouvée sur Hydra.
Durant la période mycénienne, Hydra a peut-être servi de base navale aux royaumes continentaux, car des fragments de vases, des outils et une tête d’idole furent retrouvés sur le Mont Chorissa. Le grand mouvement de population amenant les Doriens en Grèce vers le XIIe siècle avant notre ère entraîna le dépeuplement de l’île. Elle aurait été repeuplée par des paysans et bergers, peut-être par le port continental d'Hermione, vers le VIIIe siècle avant notre ère.
Durant l’Antiquité, il semble qu’aucun dieu, aucun héros, aucun événement mythologique ne se rattache à l’île d'Hydra. La seule légende que l’on y raconte, et qui servit de trame à des films modernes, est celle du garçon qui se lia d’amitié avec un dauphin, animal qui était dans l’Antiquité considéré comme le messager de Poséidon, et dont Théophraste et Aulu-Gelle faisaient déjà un ami du genre humain ; cette légende se rencontre dans bien d’autres lieux autour de la Méditerranée.
Hérodote nous apprend que vers le VIe siècle avant notre ère, l’île appartenait à Hermione qui la vendit à Samos qui à son tour la céda à Trézène.
L'île était peuplée durant la longue période romano-byzantine (vases et monnaies découverts au lieu-dit Episkopi). Il semblerait qu’Hydra se soit totalement dépeuplée lors de la période de domination franque, principalement à cause du danger pirate. Les habitants des îles se repliaient alors vers l’intérieur des terres, or comme ce n’était pas possible sur Hydra, trop petite, le seul salut était de se réfugier dans les montagnes du Péloponnèse.
L’île fut repeuplée à la fin du XVIe siècle par des Albanais orthodoxes (Arvanites) venus du Péloponnèse, et n’apparut dans les registres ottomans qu’en 1670.

### Puissance commerciale et navale
L’île présentant peu d’intérêt agricole ou minier, fut relativement épargnée par la domination turque. Son développement naval et commercial aurait permis l’ouverture de la première école de marine marchande vers 1645. Il semblerait que le premier navire construit sur l’île ait été lancé en 1657.
La guerre navale et terrestre entre Venise et l’Empire ottoman au XVIIe siècle limita l’essor de la marine marchande jusqu’en 1718 et le traité de Passarowitz. Dans la première moitié du XVIIIe siècle, Hydra construisit les mêmes caïques que les autres îles de l’Égée : le sachtouri (15 à 20 tonneaux) et le ladinadiko (40 à 50 tonneaux). Les Hydriotes se contentaient alors de naviguer en Égée, poussant parfois jusqu’à Constantinople et, pour les plus audacieux et seulement en été, jusqu’aux bouches du Danube, à la recherche de blé, de bois et de toile. Le grand changement survint en 1757, lorsqu’un navire de 250 tonneaux fut lancé. L’île devint alors un port commercial important. En 1771, 50 navires venus de toute la Grèce furent recensés en même temps dans sa rade. En 1781, l’île armait 100 bâtiments. Contrairement à sa voisine Spetsès, Hydra ne participa pas à la révolution d'Orloff et ne subit ainsi pas de représailles de la part des Ottomans ; en récompense de son aide au cours de la guerre contre les russes elle reçut en 1778 le droit de collecter elle-même les taxes dues à l'empire.
Mais l’essor commercial d’Hydra reste bloqué par l’Empire ottoman, sur plusieurs plans. Les impôts et taxes très lourds exigés par la « Sublime Porte » limitent les possibilités de développement. La liberté de commerce est elle-même limitée par l’administration ottomane. Les Détroits (Dardanelles et Bosphore) donnant accès à la Mer Noire et au blé des Principautés danubiennes sont bloqués à la circulation maritime non-ottomane et, pour les navires ottomans (comme ceux d’Hydra), soumise au bon vouloir des Kapoudan-Pacha des détroits. Le Traité de Koutchouk-Kaïnardji (1774) modifie cet état de fait. La Russie obtient de l’Empire ottoman le droit de « protéger » les chrétiens orthodoxes de l’Empire. Cette « protection » religieuse a un corollaire très commercial : les Hydriotes peuvent dès lors arborer le pavillon russe et profiter de la libre circulation commerciale que le Traité institue dans les Détroits. Hydra étend alors son aire commerciale qui va du Sud de la Russie aux ports italiens d'Ancône et Livourne, transportant toute sorte de marchandises : ambre de la Baltique, cuirs et fourrures de Russie, blé d’Ukraine, soieries, épices et parfums de l’Empire ottoman, porcelaine et joaillerie italienne...
À partir de 1785, les armateurs d’Hydra se lancent dans l’investissement commercial. Chaque navire devient une petite entreprise commerciale. Très vite, les échanges commerciaux du Levant dépendent des navires d’Hydra, de Spetsès et de Psará.

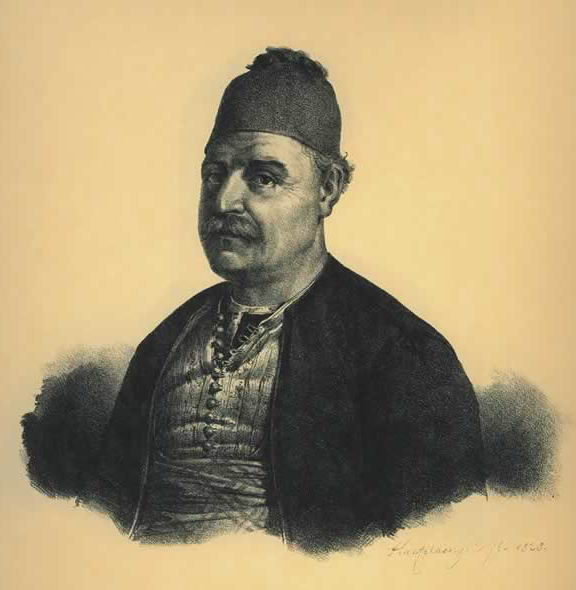
Andreas Miaoulis

Pendant les guerres révolutionnaires et napoléoniennes, les navires de commerce d’Hydra brisent régulièrement le blocus britannique pour livrer du blé du Péloponnèse à Marseille. La fortune des armateurs de l’île s’accroit alors considérablement. Les bénéfices (partagés équitablement entre les armateurs, les capitaines et les marins) peuvent alors atteindre 400 % des sommes investies au départ.

### Guerre d’indépendance grecque
Hydra joua un rôle déterminant lors de la guerre d'indépendance grecque. Elle fournit la plus grande part des navires de la flotte grecque, armés par les grandes familles d’armateurs, comme les Koundouriotis, qui jouèrent un rôle politique important. L’ancien marchand Andréas Miaoúlis joua le rôle d’amiral pendant une grande partie de la guerre, au cours de laquelle les brûlots hydriotes firent beaucoup de dégâts à la flotte ottomane.
La rivalité et les intérêts divergents entre les îles d’armateurs et le continent conduisirent souvent à des dissensions, voire des guerres civiles. La nomination de Geórgios Koundouriótis au gouvernement entre 1824 et 1826 fut la période où les insulaires eurent le plus d’influence.
Au cours du gouvernement de Ioánnis Kapodístrias, l’île fut le centre d'une insurrection contre le pouvoir central, qui aboutit à l'été 1831 à la destruction de la flotte grecque.

### Après l’indépendance
Après l’indépendance, l’île connut un déclin important ; elle ne sut pas moderniser sa flotte au moment du développement de la marine à vapeur, et son port fut supplanté par ceux nouvellement créés d'Ermoúpoli et du Pirée. Elle se reconvertit dans la pêche aux éponges, puis le tourisme.
L'École des beaux-arts d'Athènes possède une annexe sur l'île, où ont notamment été accueillis les peintres Marc Chagall et Níkos Chatzikyriákos-Ghíkas.
En 1957, le film Ombres sous la mer, où Sophia Loren joue une pêcheuse d'éponges, participe à populariser Hydra, au même titre que Saint-Tropez ou Capri. Leonard Cohen y vit de 1960 à 1967, c'est sur l'île qu'il rencontre sa muse Marianne Ihlen, il y compose des ouvrages et certains de ses albums, par la suite il continue de s'y rendre occasionnellement. En 2009, le grand collectionneur Dakis Joannou ouvre une annexe de sa fondation Deste pour l'art contemporain à Hydra. Familier de l'île, le chanteur Adam Cohen enregistre en 2014 à Hydra son quatrième album, We go home.

## Personnalités de l'île
- Antónios Kriezís, héros de la guerre d'indépendance et un des premiers Premiers ministres de la Grèce indépendante.
- Lázaros Koundouriótis qui dépensa toute sa fortune pour armer une flotte lors de la guerre d’indépendance
- Geórgios Koundouriótis, le frère du précédent
- Andréas Miaoúlis (1768-1835), amiral de la flotte grecque
- Emmanouíl et Iákovos Tombázis
- Anastásios Tsamadós, capitaine de l’Arès, mort à la Bataille de Sphactérie (1825)
- Dimítrios Voúlgaris
- Níkos Chatzikyriákos-Ghíkas, peintre,sculpteur, graveur, illustrateur et essayiste, considéré comme le principal artiste cubiste grec.
- Le chanteur canadien Leonard Cohen a habité cette île de 1960 à 1967.

## Journées rébétiques d’Hydra
Depuis 2001, l'île d'Hydra accueille, chaque mois d'octobre, les journées rébétiques. Ces journées consistent en une série de conférences de spécialistes internationaux du rebetiko. À chaque session, historiens, musicologues, philologues, sociologues se succèdent sur des thématiques connexes au rebetiko.